# Mihai Pintilii
Mihai Doru Pintilii, född 9 november 1984 i Iași, är en rumänsk före detta fotbollsspelare. Han spelade mellan 2011 och 2018 för Rumäniens fotbollslandslag. Han är sedan 2020 assisterande tränare i FCSB.. 

## Meriter

### Klubblag
Steaua București
- Liga I: 2012/2013, 2013/2014
- Rumänska supercupen: 2013